# Le Jugement de Pâris (Raphaël)
Pour les articles homonymes, voir Jugement de Pâris (homonymie).
Le Jugement de Pâris est une œuvre perdue de Raphaël, qui est surtout connue grâce aux gravures réalisées par Marcantonio Raimondi vers 1514-1518. Elle est elle-même inspirée d'une gravure de Raimondi.

## Description
La moitié droite de cette fresque de Raphaël a inspiré Manet pour la disposition du groupe central dans Le Déjeuner sur l'herbe en 1863.
Quant à la moitié gauche, vue en miroir, elle aurait inspiré Picasso en 1906-1907 pour Les Demoiselles d'Avignon.